# Pittore di Eretria

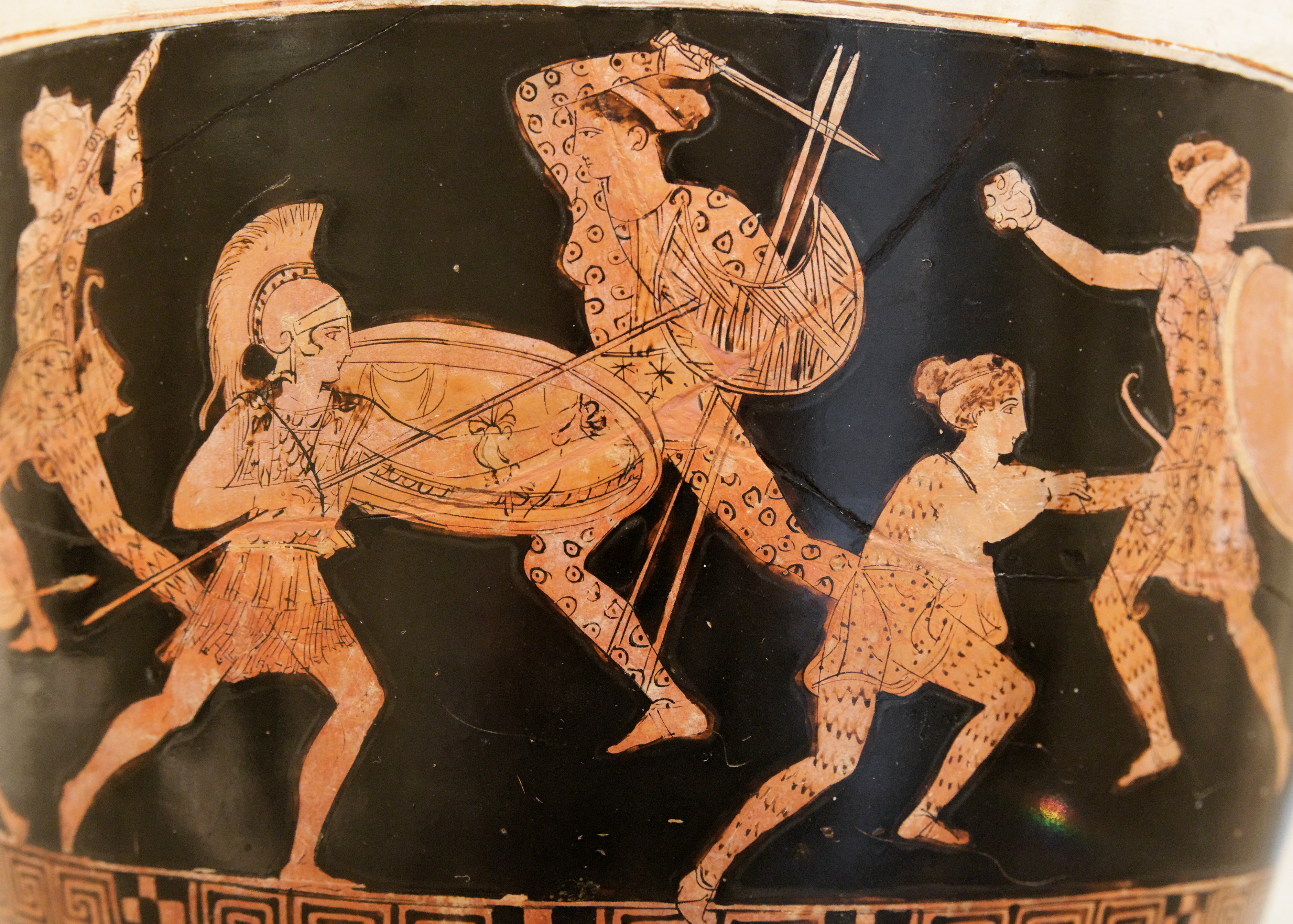
Lekythos, amazzonomachia sul fregio inferiore. New York, Metropolitan Museum of Art 31.11.13.

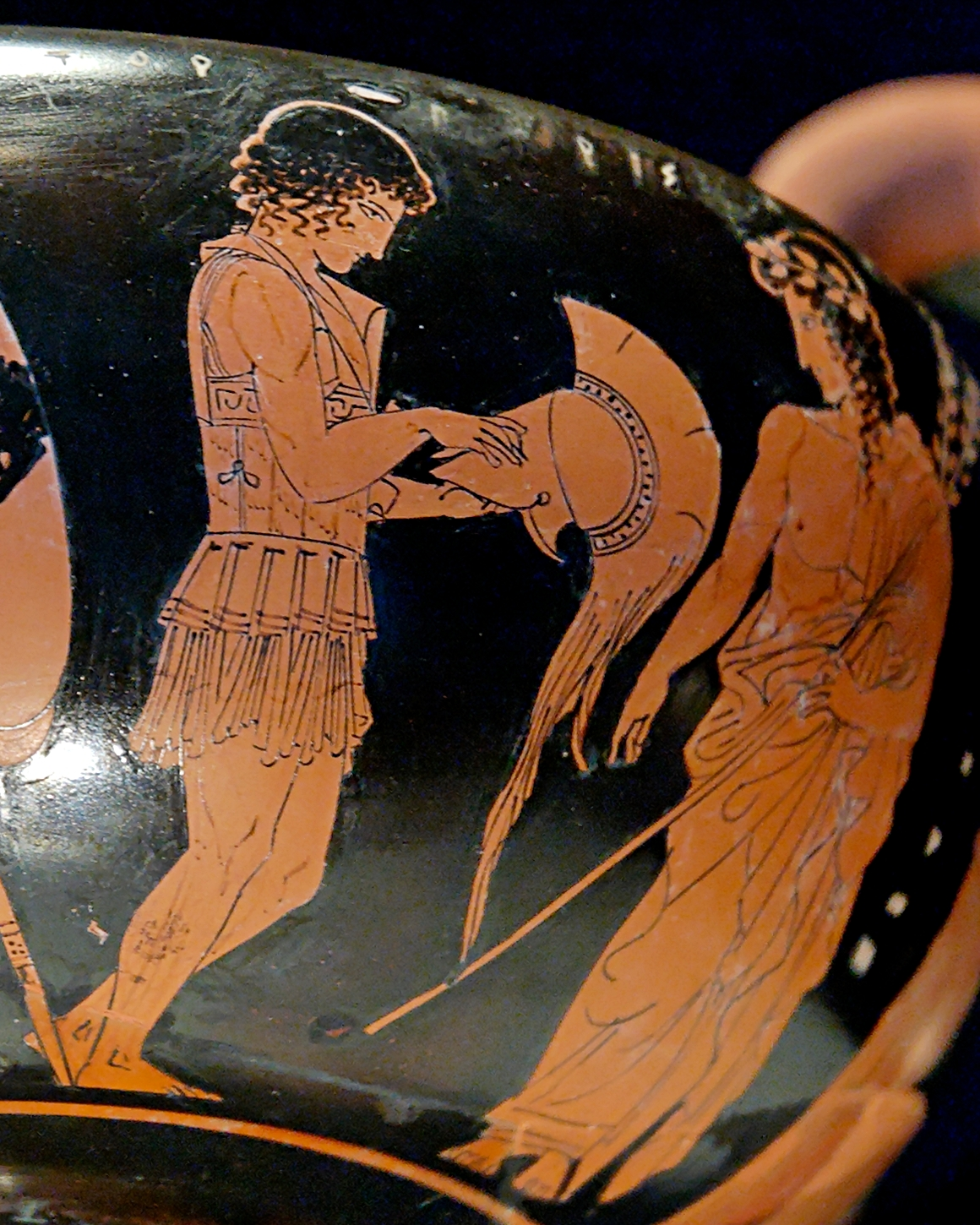
Paride indossa la sua armatura, vegliato da Apollo. Gravina in Puglia, Museo Pomarici Santomasi.

Pittore di Eretria (fl. 440 a.C. / 410 a.C.) è il nome convenzionale assegnato ad un ceramografo attico attivo in Atene; la denominazione deriva dall'attribuzione della decorazione di un epinetron rinvenuto ad Eretria e conservato al Museo nazionale di Atene.

## Attività
Gli vengono attribuiti circa centocinquanta vasi, che ebbero una vasta esportazione a giudicare dalle zone dei ritrovamenti; dipinse principalmente vasi di piccole dimensioni, decorati a figure rosse o a fondo bianco. Si presume sia stato un contemporaneo del pittore di Shuvalov.

## Opere
Benché circa la metà della sua produzione sia relativa a kylikes, sulle quali dipinge temi convenzionali relativi ad atleti, satiri e menadi, molte delle sue opere migliori sono dipinte su oinochoai e lekythoi. Lo stile, minuzioso e virtuosistico, si caratterizza per la ricchezza figurativa e l’adattamento a schemi compositivi di tipo polignoteo; un esempio emblematico è la lekythos ariballica conservata a Boston, la cui scena di amazzonomachia richiama tradizioni pittoriche di carattere megalografico. Il manierismo post-fidiaco si evidenzia nel trattamento dei panneggi e dei volti. Sia i soggetti mitologici sia quelli tratti dal quotidiano sono frequentemente collegabili al mondo femminile. L'epinetron eponimo è decorato sulla parte superiore da un busto di donna (forse Afrodite), mentre sul corpo riporta le nozze di Alcesti, quelle di Peleo e Teti e quelle di Armonia; i fregi del Pittore di Eretria si adattano alla particolarità della forma e ai rilievi plastici. L'epinetron è chiaramente un dono nuziale. Ha decorato con scene mitilogiche un kantharos di Epigene.